# دیو ویلسون
دیو ویلسون (انگلیسی: Dave Wilson؛ زادهٔ ۲۴ دسامبر ۱۹۴۲) بازیکن فوتبال اهل انگلستان بود که در جناح راست بازی می‌کرد.
از باشگاه‌هایی که در آن بازی کرده‌است می‌توان به باشگاه فوتبال برادفورد سیتی، باشگاه فوتبال لیورپول، باشگاه فوتبال پرستون نورث اند، و باشگاه فوتبال ساوتپورت اشاره کرد.